# BK Himik Južne
Himik je košarkaški klub iz ukrajinskog grada Južnega.

## Uspjesi
FIBA Eurokup Challenge
- Finalist: 2006.

## Vanjske poveznice
www.bckhimik.com.ua[neaktivna poveznica]